# Monasterio de Santa María de la Caridad
El Real Monasterio de Santa María de la Caridad de Tulebras (Navarra, España) es un cenobio de monjas trapenses que acoge vida religiosa ininterrumpidamente desde su fundación hacia 1157. Artísticamente destaca por los elementos de estilo románico-cisterciense en su iglesia, la parte más antigua del conjunto, e históricamente por tratarse de la primera fundación femenina del Císter en España, siendo la casa madre de otros monasterios de monjas cistercienses en la península.

## Historia
Esta casa monacal de concesión real tiene su origen en el ofrecimiento hecho por el monarca navarro García Ramírez para establecerse en sus dominios de Tudela a las monjas cistercienses de la Abadía de Lumen-Dei (Lum Dieu), en Fabas, Diócesis de Comminges, en el Languedoc francés (hoy, en el departamento de Alto Garona). Fue por tanto en Tudela, o en sus próximos aledaños, donde comenzó, en 1147, la vida comunitaria del que se convirtió en el primer monasterio femenino del Císter en tierras españolas y, gracias a las donaciones y privilegios concedidos por príncipes, reyes y papas, en la casa madre de otros cenobios de la orden en el país.

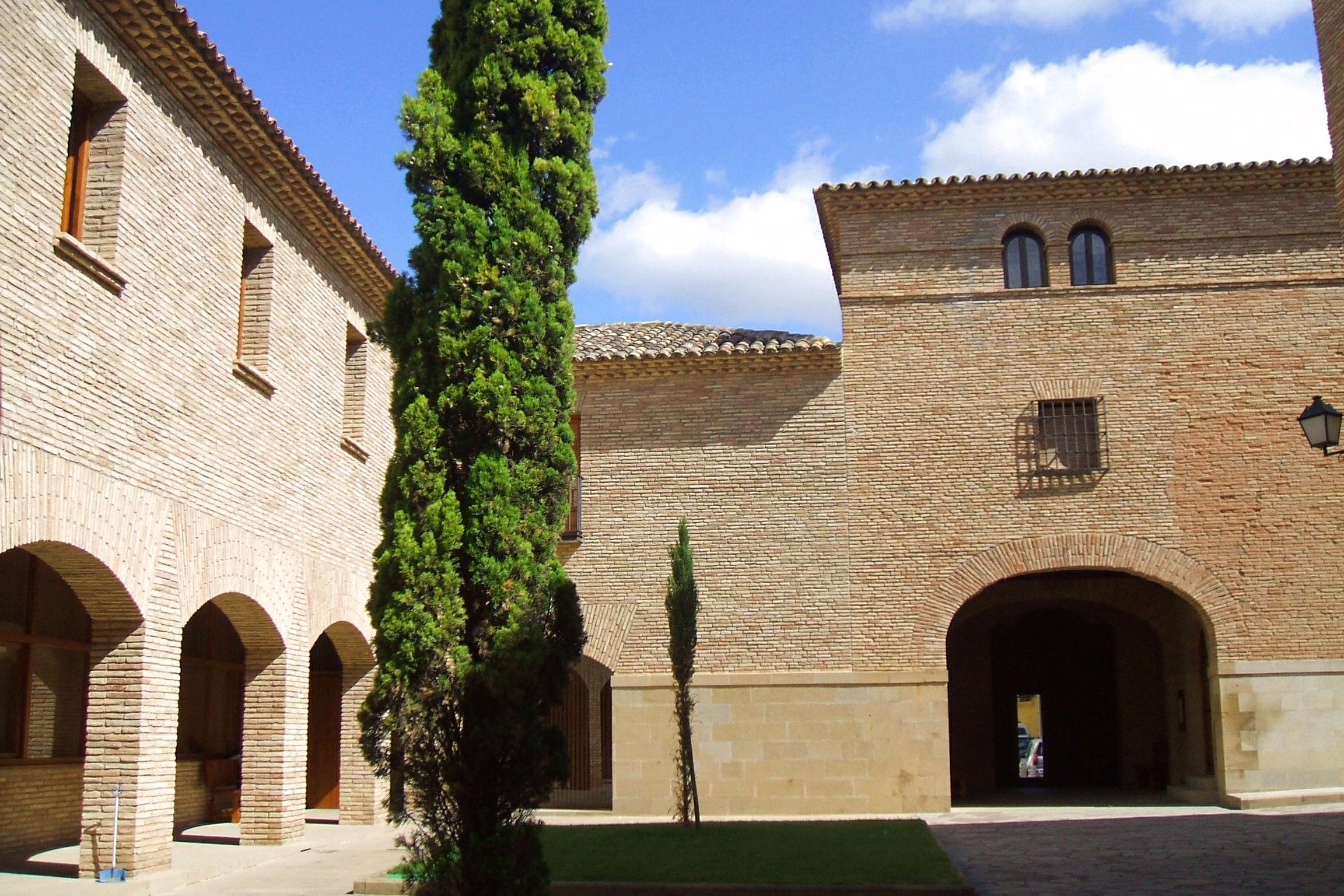
Compás exterior del Monasterio.

Las monjas de Santa María de la Caridad, hasta entonces conocidas bajo la advocación de Santa María de las Dueñas, se trasladaron entre 1156 y 1157 con realengo de Sancho VI el Sabio a una nueva ubicación unos 11 kilómetros al sur de Tudela, una zona fértil a orillas del río Queiles, cerca de las fronteras con Aragón y Castilla. Fue a partir de esa fecha cuando empezó a construirse el actual edificio, en estilo románico cisterciense. Las primeras décadas de existencia del Monasterio de Tulebras fueron ricas en fundaciones. Así, comenzaron sus andaduras como filiaciones del cenobio navarro los monasterios de Perales (Palencia, 1160), Gradefes (León, 1169), Cañas (La Rioja, 1170), Vallbona de las Monjas (Lérida, 1173), Trasobares (Zaragoza, 1182) y Las Huelgas (Burgos, 1187). Esta última fundación, convertida en cabeza de los monasterios cistercienses femeninos de Castilla por iniciativa del rey Alfonso VIII, arrebató a Tulebras el control de Perales, Gradeles y Cañas.
Santa María de la Caridad sufrió las consecuencias de emplazarse en un lugar de frontera, tan propenso a la inestabilidad política. En 1378 tropas castellanas destruyeron el pueblo que se había formado a su alrededor y a mediados del siglo XV el Monasterio se encontraba en un estado ruinoso, aunque con vida. La nobleza laica local se arrogó el nombramiento de las abadesas y la normalidad clerical no se restableció hasta mediados del siglo XVI. A lo largo de la Edad Moderna se construyeron nuevas dependencias y se contrataron diversos trabajos artísticos, aunque el Monasterio nunca superó su humildad en cuanto a posesiones materiales y económicas, siendo su importancia sobre todo de índole espiritual e intelectual. Sobrevivió a la Desamortización de Mendizábal de 1835, aunque entonces su archivo fue transferida al Archivo General de Navarra. En 1957 Tulebras abrazó la ramificación Cisterciense de la Estrecha Observancia (OCSO), u Orden de la Trapa. La última fundación en tiempos recientes data de 1990, cuando un grupo de hermanas partieron a Esmeraldas, Ecuador, por petición del obispo de dicha diócesis. Se fundó así, en 1991, el Monasterio de Santa María de la Esperanza.
La comunidad de Santa María de la Caridad de Tulebras, compuesta actualmente por 14 hermanas, elabora dulces, miel y productos de cosmética natural, así como trabajos de artesanía y encuadernación, y regenta una pequeña hospedería. Hace unos años las monjas acometieron personalmente una profunda restauración de las dependencias monacales y del compás exterior.

## Descripción

### Iglesia

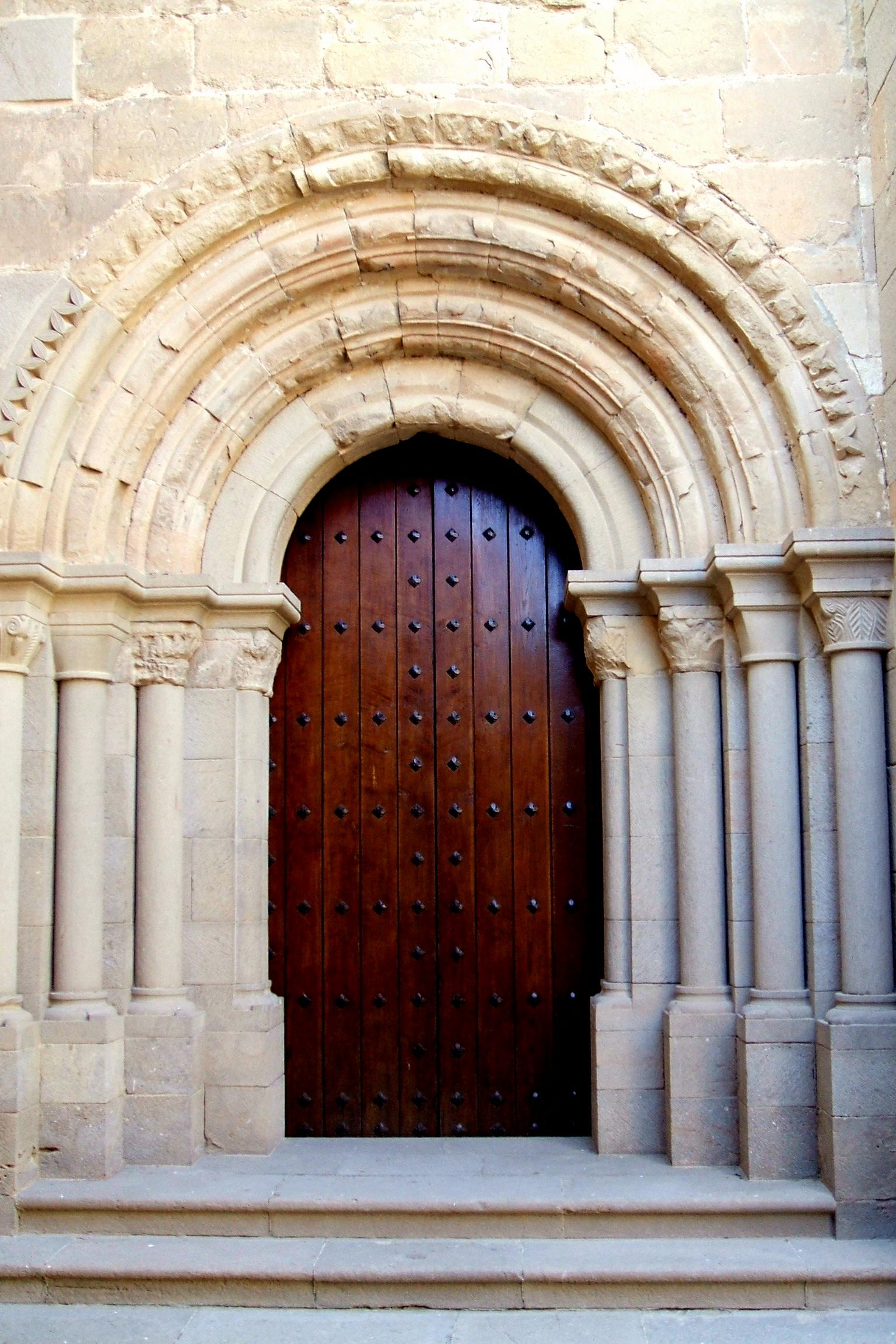
Portada románica en el muro norte de la iglesia.

Construcción original de finales del siglo XII pero reformada en siglos posteriores, presenta un muro exterior de doble alzado. En el muro norte o del Evangelio se abre una portada románica abocinada con tres arquivoltas de medio punto, la exterior ornamentada con labra floral, que descansa en columnas acodilladas con capiteles decorados con motivos vegetales geometrizados. El arco interior de ingreso apea en pares de columnas adosadas similares a las anteriores; se trata de un primitivo elemento arquitectónico muy restaurado.
De pequeñas dimensiones, la planta es sencilla, de nave única, con el eje muy desviado. Destaca por su sobriedad arquitectónica y por su desnudez cisterciense, que rehúye todo ornato. Sus cinco tramos están marcados con pilastras, a las que se adosan medias columnas suspendidas; solo las correspondientes al arco triunfal que precede la cabecera alcanzan su desarrollo. Sus capiteles son lisos o se cubren de palmetas y hojas esquemáticas.
Dentro del templo llama la atención la bóveda, tendida en el siglo XVI para sustituir, al hundirse ésta, la cubierta primitiva, que probablemente era de cañón apuntado, jalonada por potentes arcos fajones de sección rectangular que apeaban en las semicolumnas que todavía subsisten en los muros. La segunda bóveda contrasta con los muros y el ábside semicircular románico-cistercienses, de manera doble: por el estilo, ya que se trata de una estructura nervada renacentista con resabios tardogóticos, con florones en las claves decorados con las armas del eclesiástico cisterciense Hernando de Aragón y de Gurrea, quien fuera arzobispo de Zaragoza en 1539-1575) y virrey de Aragón en 1566-1575; y por el material, al estar hecha con una piedra de un tono mucho más claro.
Es el presbiterio son de destacar el altar primitivo, del siglo XIII, con ara de piedra de una sola pieza, sostenida por cinco columnillas con basas y capitales de estilo vegetal, y la imagen de la Virgen de la Caridad, de estilo gótico del siglo XIV.

### Claustro
El Monasterio fue construido de una sola planta, probablemente románica, como lo demuestran dos arcos aparecidos en el muro este del claustro o ala capitular. Las galerías se continuaron en el siglo XVI en ladrillo y con bóvedas de crucería que hoy se muestran enlucidas de blanco. Los arcos del exterior, hallados y abiertos en la última restauración, presentan ritmo mudéjar.

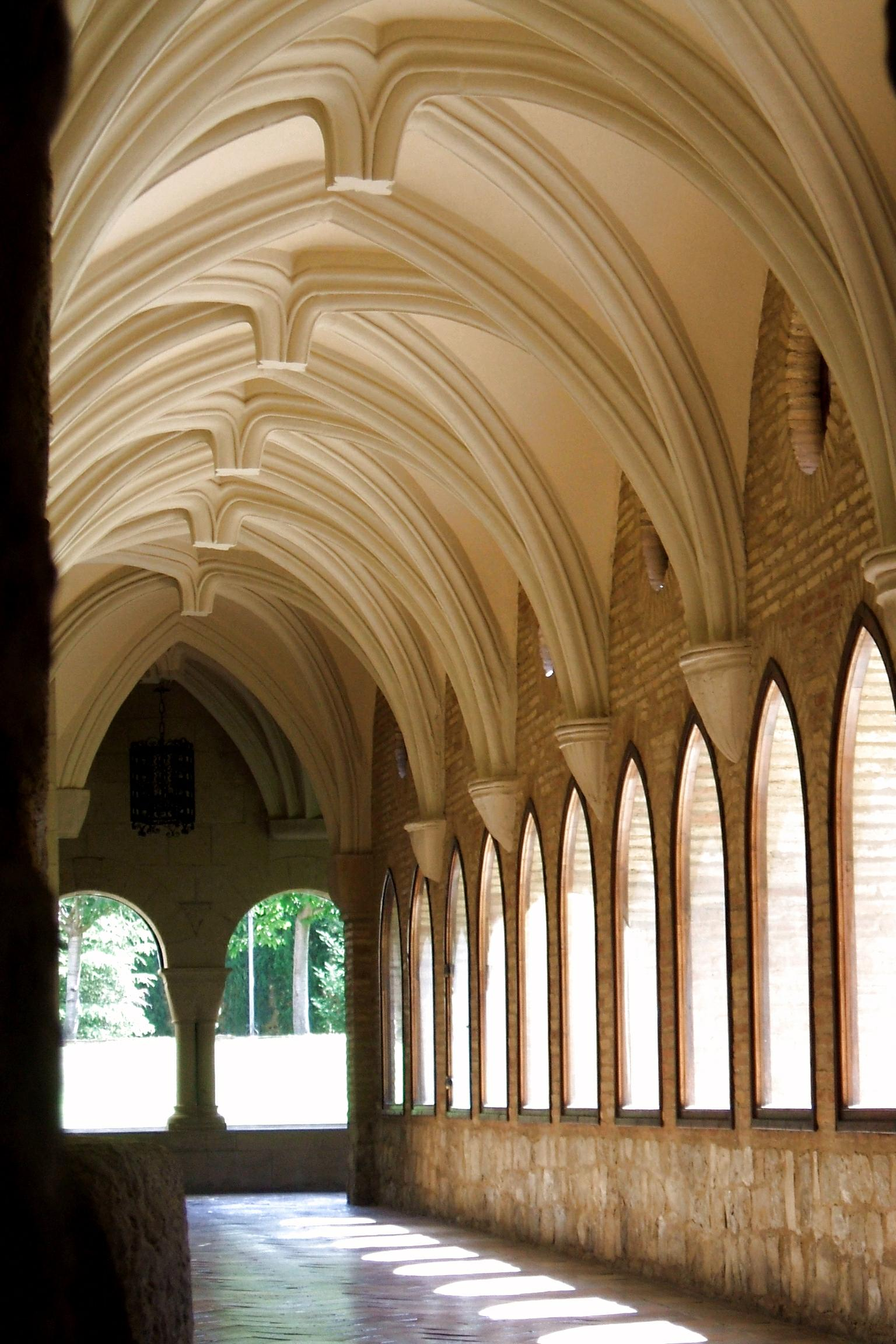
Galería del claustro.

### Palacio abacial
Erigido en el siglo XVIII en estilo barroco y con fachada de ladrillo, conserva el balcón construido en la reforma del siglo XVI, desde donde la madre abadesa emitía bandos y pregones a sus vecinos enfeudados. Sobre la puerta principal aparece un escudo de alabastro.

### Museo monacal
Con objeto de hacer accesible al público la colección de arte sacro del Monasterio de Tulebras, se ha instaló, con la ayuda del Gobierno de Navarra, un Museo, distribuido en tres salas, que exponen obras de pintura, escultura, orfebrería y algunos libros de coro de los siglos XVI a XVIII, así como algunas piezas de interés arqueológico. Una de las salas corresponde al antiguo dormitorio monacal del siglo XII, que se utilizó como tal hasta el siglo XVII.

#### Sala I
En ella se encuentran expuestos tres retablos barrocos del siglo XVII. El de San Bernardo presenta un lienzo central con la Aparición de la Virgen al santo titular, quedando atestiguado en la cornisa de remate que fue encargado por Catalina Royo, religiosa del Monasterio, en 1649. El retablo de Nuestra Señora del Rosario fue donado por la familia Oñate y presenta una predela con lienzos de Santa Ana, Santo Domingo y San Pablo, un lienzo central con la imagen de la Virgen del Rosario, y un remate con otro lienzo que representa a Dios Padre. Esta sala acoge además un escudo en madera policromada con las armas del arzobispo Hernando de Aragón, del siglo XVI, así como cuatro libros corales que se exponen en la vitrina central de la estancia, más una colección de relicarios barrocos.

#### Sala II
Esta sala contiene las obras más importantes de la colección:

##### Retablo de la Dormición
Su traza es renacentista manierista y sus tres pinturas, obras de Jerónimo Cósida, quien fuera consejero artístico de Hernando de Aragón, han sido datadas hacia 1570. Esta obra está considerada entre las mejores que se conservan de la etapa de madurez de este pintor renacentista zaragozano. En el banco aparecen, pintados sobre tabla, San Juan Bautista y San Juan Evangelista. En el cuerpo principal, el Tránsito de la Virgen, rodeada de apóstoles, entre Santa María Magdalena y San Nicolás de Bari. En el ático, el Calvario. Desde la reforma del siglo XVI el retablo presidió la Capilla Mayor de la iglesia y en 1970 fue descolgado para su restauración, pasando posteriormente a su ubicación actual.

##### Tabla de la Trinidad

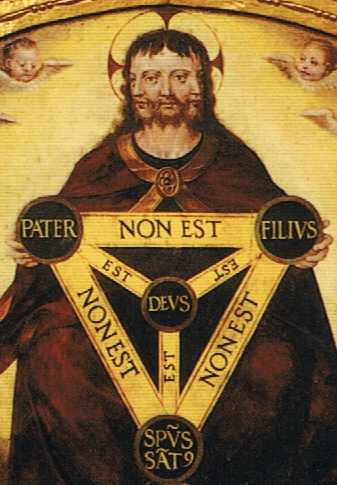
Tabla de la Trinidad, de Jerónimo Cósida (c. 1570).

Obra también de Jerónimo Cósida, y quizá parte del Retablo de la Dormición, se trata de un trabajo particularmente interensante, al representar a la Santísima Trinidad como figura trifacial, empleando para ello la fisonomía que la iconografía ha destinado tradicionalmente al Hijo. La figura trinitaria aparece sedente y sosteniendo un diagrama triangular en el que, con intención didáctica, el autor explica que el Padre, el Hijo y el Espíritu Santo son diferentes entre sí pero que los tres son Dios. La inusual representación trifacial, no del todo infrecuente en el Renacimiento, y el comentario teológico (que además no resulta del todo aclaratorio, ya que Cosida no explicita en qué medida el Padre "no es" el Hijo, y éste "no es" el Espíritu Santo, como este último "no es" el primero, si en cuanto a personalidad o en cuanto a naturaleza) empujaron a la autoridad eclesiástica a retirar de la vista de los fieles tan conceptual obra. Así, 1628, año en que el papa Urbano VIII prohibió esta iconografía por considerarla herética, pudo ser el momento en que el abadesa mandó retirar esta tabla semicircular del Retablo mayor de la iglesia.

##### Retablo de San Francisco de Paula
Con un gran lienzo central del santo titular, aunque son de mayor mérito las pinturas laterales que representan mártires, papas, obispos y evangelistas.

##### Lienzo de la Inmaculada Concepción
Del siglo XVIII, realizado por encargo de Doña Francisca de Argayz y Ribera.
La sala II expone además un rico fondo de orfebrería, dispuesto en siete vitrinas:

##### Vitrinas 1 y 3
Contienen varios cálices de plata dorada, destacando uno de ellos de estilo purista y fechable en la primera mitad del siglo XVII, así como seis relicarios y una bandeja oval de estilo rococó, fechable a finales del siglo XVIII.

##### Vitrina 2
Acoge dos lámparas, de 1613, y, de la ciudad de Tudela, un grupo de cinco fuentes o fruteros de la segunda mitad del siglo XVIII, y una bandeja de plata dorada de fines del XVI y de estilo tardorrenacentista.

##### Vitrina 4
Junto a una naveta, dos candeleros y un puntero se exponen un pequeño acetre de plata de hacia 1600, un incensario de plata reformado en diferentes épocas y estilos, y tres sacaras de plata parcialmente dorada, de estilo rococó, fechables en la segunda mitad del XVIII.

##### Vitrinas 5 y 6
Custodian una monumental arqueta eucarística barroca, realizada en plata en la localidad riojana de Alfaro en 1684, más un cáliz y un ostensorio de plata dorada, barrocos del siglo XVIII.

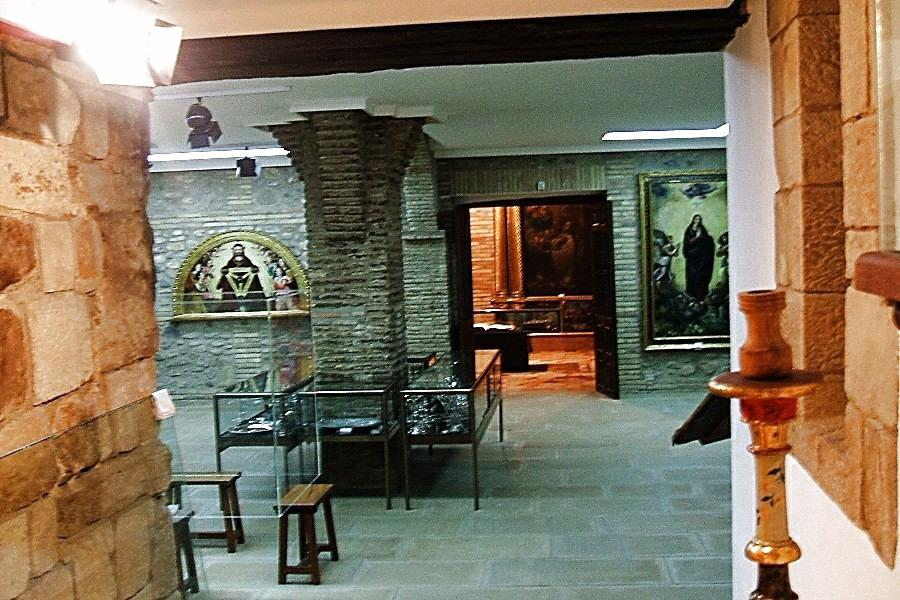
Aspecto de la Sala II del Museo.

##### Vitrina 7
Contiene dos báculos, de los que destaca uno hecho en plata, de estilo purista y sobria decoración, fechable a comienzos del siglo XVII. En la misma vitrina se guarda una gran cruz procesional tardorrenacentista.

#### Sala IIII
Junto a dos pequeñas tallas de la Asunción y la Inmaculada, destaca la imagen de vestir articulada de la Virgen de la Cama, realizada probablemente a principios del siglo XVII. Descansa en un lecho en el interior de una urna bellamente policromada, fechada en 1784, que forma conjunto con seis candeleros de madera.

#### Torre romana
En este recinto se exponen varios capiteles románicos, muy sobrios y de espíritu cisterciense, y cuatro estelas discoidales funerarias, una de época prerrománica, en torno a los siglos X y XI, y las otras tres medievales. Estas estelas presentan una sencilla decoración, de cruz de malta y pétalo floral, y están labradas con técnicas de bajorrelieve, abiselado e incisión.

## Acceso
Al tratarse de un monasterio de clausura, el monumento no es visitable, salvo las salas acondicionadas como Museo, el cual ofrece los siguientes horarios de visitas: del 1 de octubre al 30 de abril, los sábados y domingos entre las 16 y las 18 horas; del 1 de mayo al 30 de septiembre, de martes a domingo entre las 11 y las 13,30 horas y entre las 16 y las 18 horas.